# آيت عبد الله
أيت عبد الله هي جماعة قروية في إقليم تارودانت بجهة سوس ماسة جنوب المغرب. وهي تضم .. نسمة، حسب الإحصاء العام للسكان والسكنى لسنة 2014.
يبعد مركز الجماعة عن مدينة تارودانت بـ .. كلم.

## دواوير الجماعة
- دوار برور
- دوار اوكرماض
- دوار ازغاغ
- دوارتزغاغت
- دوار الوس
- دوار زغنغين
- دوارامزاور
- دوارتولي
- دوار افرني
- دوار اسدرم
- دوار تيداس
- دوار ...
- دوار ...
- دوار ...
- دوار ...
- دوار ...
- دوار ...

## التعليم
قائمة المؤسسات التعليمية في جماعة أيت عبد الله:
اسكا م/م الحاج عبد الله زاكور ايت عبد الله
زغنغين م/م الحاج عبد الله زاكور ايت عبد الله
توريرت نبرور م/م الحاج عبد الله زاكور ايت عبد الله
ازغاغ م/م الحاج عبد الله زاكور ايت عبد الله
ازكور م/م الحاج عبد الله زاكور ايت عبد الله
اوكرماض م/م الحاج عبد الله زاكور ايت عبد الله
تاولي م/م ابن زهر ايت عبد الله
افرني م/م ابن زهر ايت عبد الله
تزلاغت م/م ابن زهر ايت عبد الله
افسفاس م/م ابن زهر ايت عبد الله
تتكي م/م ابن زهر ايت عبد الله
بوكزول م/م ابن زهر ايت عبد الله
تزي امليل م/م ابن زهر ايت عبد الله
اسدريم م/م ابن زهر ايت عبد الله
تداس م/م ابن زهر ايت عبد الله

## النقل والطرق
النقل يكون في الصباح الباكر الى اولاد تايمة او تافراوت او الى السوق الاسبوعي   يوم السبت ، بحيث يجب ان تتصل بالسائق و تتفق معه مسبقا  لكي يحضر الى المكان الذي تسكن فيه ، اما فيما يخص الطرق فالى حدود الساعة ماتزال بعضها غير معبدا اما مجمل طرق هذه الجماعة فهو في حالة مقبولة. 

## الصحة
يوجد مستوصف به ممرضين و ممرضات